# Matthäus Zandt von Merl
Matthäus Zandt von Merl (* unbekannt; † Mai 1374 in Bengel (Mosel)) war von 1352 bis 1374 Abt im Augustiner-Chorherrenstift Springiersbach.

## Leben
Matthäus Zandt von Merl entstammte dem moselländischen Ritter- bzw. Adelsgeschlecht Zandt von Merl. Nachdem eine mehrere Jahrzehnte zurückliegende Provinzialsynode den üblich gewordenen üppigen Aufwand in Klöstern angeprangert hatte, versuchte er dem in seinem Kloster durch Reformen und eine neue Gesetzgebung entgegenzuwirken. Wenig später nach 1350 bat er Erzbischof Balduin in Trier um Unterstützung, um mit seiner Hilfe und mit strengeren Gesetzen eine Reform zu erzwingen. Als  Abt von Kloster Springiersbach erließ er zwischen 1352 und 1354 ein Strafgesetz. Dieses Gesetz sah die Verwendung älterer Strafbestimmungen vor, um damit Normen zur Ahndung von Vergehen und Verbrechen im Konvent des Klosters festzuschreiben. Nach etwa 22 Dienstjahren starb er 1374.